# The Little Clown
The Little Clown er en amerikansk stumfilm fra 1921 af Thomas N. Heffron.

## Medvirkende
- Mary Miles Minter som Pat
- Jack Mulhall som Dick Beverley
- Winter Hall
- Helen Dunbar som Mrs. Beverley
- Cameron Coffey som Roddy Beverley
- Neely Edwards som Toto
- Wilton Taylor som Jim Anderson